# A Boavista
Pour les articles homonymes, voir Boavista.
A Boavista en galicien, ou Boavista en espagnol, est un hameau de la parroquia (paroisse civile) de San Breixo de Ferreiros dans le municipio (canton) d'O Pino, comarque de Arzúa, province de La Corogne, communauté autonome de Galice, au nord-ouest de l'Espagne.
Ce hameau du municipio de O Pino est traversé par le Camino francés du Pèlerinage de Saint-Jacques-de-Compostelle.

## Patrimoine et culture

### Pèlerinage de Compostelle
Par le Camino francés du Pèlerinage de Saint-Jacques-de-Compostelle, les pèlerins arrivent du hameau d'A Calle dans le municipio (commune ou canton) d'Arzúa.
La halte suivante est le hameau d'A Salceda, dans le même municipio d'O Pino.

## Sources et références
- (fr) Grégoire, J.-Y. & Laborde-Balen, L. , « Le Chemin de Saint-Jacques en Espagne - De Saint-Jean-Pied-de-Port à Compostelle - Guide pratique du pèlerin », Rando Éditions, mars 2006,  (ISBN 2-84182-224-9)
- (fr) « Camino de Santiago St-Jean-Pied-de-Port - Santiago de Compostela », Michelin et Cie, Manufacture Française des Pneumatiques Michelin, Paris, 2009,  (ISBN 978-2-06-714805-5)
- (fr) « Le Chemin de Saint-Jacques Carte Routière », Junta de Castilla y León, Editorial

1. ↑  (es) www.codigospostales.info Codes postaux de La Corogne
2. ↑  (gl) toponimia.xunta.es Toponimia de Galicia